# Allez
Allez er en kortfilm instrueret af Oliver Tonning efter eget manuskript.